# سنگین‌دد
سنگین‌دد(نام علمی: Barytherium) نام یک سرده از راسته فیل‌سانان است.